# Cantone di Stenay
Il Cantone di Stenay è una divisione amministrativa dell'arrondissement di Verdun.
A seguito della riforma approvata con decreto del 17 febbraio 2014, che ha avuto attuazione dopo le elezioni dipartimentali del 2015, è passato da 19 a 35 comuni.

## Composizione
I 19 comuni facenti parte prima della riforma del 2014 erano:
- Autréville-Saint-Lambert
- Baâlon
- Beauclair
- Beaufort-en-Argonne
- Brouennes
- Cesse
- Halles-sous-les-Côtes
- Inor
- Lamouilly
- Laneuville-sur-Meuse
- Luzy-Saint-Martin
- Martincourt-sur-Meuse
- Moulins-Saint-Hubert
- Mouzay
- Nepvant
- Olizy-sur-Chiers
- Pouilly-sur-Meuse
- Stenay
- Wiseppe

Dal 2015 i comuni appartenenti al cantone sono i seguenti 35:
- Aincreville
- Autréville-Saint-Lambert
- Baâlon
- Beauclair
- Beaufort-en-Argonne
- Brieulles-sur-Meuse
- Brouennes
- Cesse
- Cléry-le-Grand
- Cléry-le-Petit
- Doulcon
- Dun-sur-Meuse
- Fontaines-Saint-Clair
- Halles-sous-les-Côtes
- Inor
- Lamouilly
- Laneuville-sur-Meuse
- Liny-devant-Dun
- Lion-devant-Dun
- Luzy-Saint-Martin
- Martincourt-sur-Meuse
- Milly-sur-Bradon
- Mont-devant-Sassey
- Montigny-devant-Sassey
- Moulins-Saint-Hubert
- Mouzay
- Murvaux
- Nepvant
- Olizy-sur-Chiers
- Pouilly-sur-Meuse
- Sassey-sur-Meuse
- Saulmory-et-Villefranche
- Stenay
- Villers-devant-Dun
- Wiseppe